# کارولینا ناجا
کارولینا ناجا (انگلیسی: Karolina Naja؛ زادهٔ ۵ فوریهٔ ۱۹۹۰) ورزشکار اهل لهستان است.
وی در مسابقات کشوری و بین‌المللی در مجموع برندهٔ ۵ مدال طلا، ۱۰ مدال نقره، ۱۱ مدال برنز شده‌است.